# Tiroteo de Colorado Springs de 2022
El 19 y 20 de noviembre de 2022 se produjo un tiroteo masivo en el Club Q, un club nocturno LGBT en Colorado Springs, Colorado, Estados Unidos. Cinco personas murieron y otras 25 resultaron heridas, 19 de ellas por disparos. El sospechoso, Anderson Lee Aldrich, de 22 años, también resultó herido y fue trasladado a un hospital local.

## Antecedentes
Club Q abrió en 2002 y fue durante un tiempo el único club LGBT en Colorado Springs, Colorado, la segunda ciudad más poblada del estado con una población de poco menos de 500 000. Un artículo de 2021 de la revista 5280, con sede en Denver, señaló que el club era un lugar "donde la gente LGBTQ [iba] para presenciar actuaciones de drag, fiestas de baile y consumir bebidas". El tiroteo ocurrió en vísperas del Día Internacional de la Memoria Transgénero.

## Tiroteo
Según el jefe policial, el tiroteo comenzó cuando el perpetrador ingresó al Club Q mientras se realizaba una fiesta de baile. Una vez dentro, comenzó inmediatamente a disparar a la gente con un rifle largo mientras se adentraba más en el edificio. Un cliente del club finalmente agarró uno de sus revólveres y lo golpeó con él, luego lo contuvo con la ayuda de otro cliente. The New York Times informó que el causante estaba armado con un fusil tipo AR-15 y vestía chaleco antibalas.
La policía recibió una llamada inicial informando sobre el tiroteo a las 11:56 p. m. el 19 de noviembre, y el primer agente fue enviado un minuto después, que llegó a la zona a las 12:00 de la noche y arrestó al sospechoso dos minutos después. Un total de 39 agentes de patrulla de las cuatro divisiones del Departamento de Policía de Colorado Springs, junto con 34 bomberos y 11 ambulancias, acudieron al lugar.

## Secuelas
Los heridos fueron transportados a tres hospitales: siete al Penrose Hospital, diez al Memorial Hospital Central y dos al Memorial Hospital North. Algunas ambulancias tuvieron que transportar hasta tres pacientes a la vez, y algunas patrullas policiales también tuvieron que transportar víctimas. El jefe de policía Adrián Vásquez dijo que la investigación determinaría si el ataque fue un crimen de odio.

## Sospechoso
El sospechoso fue identificado como Anderson Lee Aldrich, un residente de Colorado Springs de 22 años, nieto del miembro republicano saliente de la Asamblea Estatal de California, Randy Voepel. El 18 de junio de 2021, Aldrich fue arrestado después de que su madre informara que él había lanzado una amenaza de bomba contra ella; Aldrich no se rindió inicialmente y en el enfrentamiento resultante, las casas vecinas tuvieron que ser evacuadas. Sin embargo, no se presentaron cargos en el caso, que fue cerrado.
Aldrich se define a sí mismo como "no binario", pide que se le llame con el pronombre "ellos" en vez de "él", y prefiere que se le llame "Mx." en vez de  "Mr." (español: "Sx.", en vez de "Sr.")

## Reacciones
El club dijo en las redes sociales que los clientes sometieron al pistolero, que estaba "devastado por el ataque sin sentido a nuestra comunidad" y que ofreció sus condolencias a las víctimas y sus familias. El gobierno del condado de El Paso dijo: "Estamos profundamente entristecidos por el tiroteo sin sentido que ocurrió esta mañana en Colorado Springs en el Club Q" y envió sus condolencias para apoyar a las familias de las víctimas. El gobernador Jared Polis, el primer gobernador abiertamente gay de la nación, dijo: "Estamos eternamente agradecidos por las personas valientes que bloquearon al pistolero y probablemente salvaron vidas en el proceso".